# Codariocalyx
Genre
Codariocalyx est un genre de plantes à fleurs dicotylédones de la famille des Fabaceae, sous-famille des Faboideae, originaire d'Asie et d'Australasie, qui comprend six espèces acceptées.

## Liste d'espèces
Selon The Plant List (21 novembre 2018) :
- Codariocalyx gyroides (Link) Hassk.
- Codariocalyx motorius (Houtt.) H.Ohashi